# El Atteuf
El Atteuf es un municipio (baladiyah) de la provincia o valiato de Gardaya en Argelia. En abril de 2008 tenía una población censada de 14 752 habitantes.
Se encuentra ubicado en el centro del país, entre la cordillera del Atlas y el desierto del Sáhara.